# Holger Thiele
Pour les articles homonymes, voir Thiele.
Holger Thiele (25 septembre 1878 – 5 juin 1946) était un astronome danois/américain. Il était le fils de Thorvald Nicolai Thiele (d'après qui (1586) Thiele est nommé).
Il découvrit quatre astéroïdes. Il découvrit également la comète C/1906 V1 et calcula les orbites de plusieurs autres comètes.
Il travailla à l'observatoire de Hambourg à Bergedorf. Après son arrivée aux États-Unis, il travailla à l'observatoire Lick.
| (797) Montana    | 17 novembre 1914  |
| (843) Nicolaia   | 30 septembre 1916 |
| (1847) Stobbe    | 1er février 1916  |
| (3229) Solnhofen | 9 août 1916       |